# Okręg wyborczy Fulham

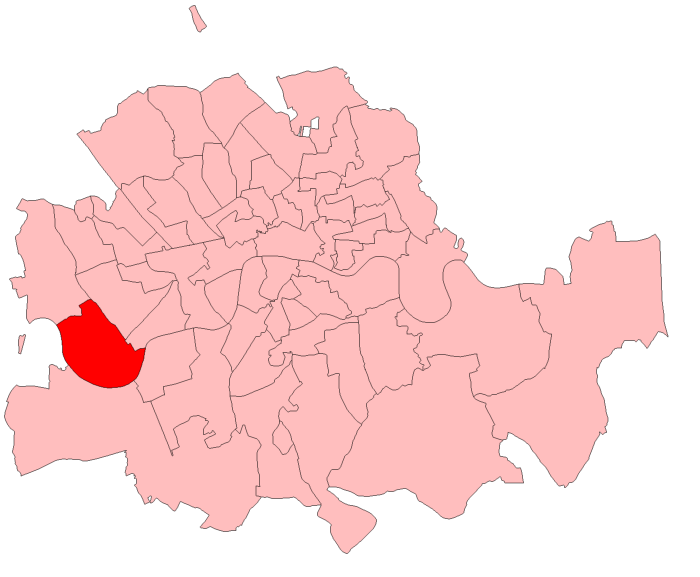
Umiejscowienie okręgu wyborczego Fulham w Londynie (1885−1918)

Okręg wyborczy Fulham − nieistniejący obecnie okręg wyborczy w Wielkiej Brytanii. 
Został utworzony w 1885 roku i wysyłał do brytyjskiej Izby Gmin jednego deputowanego. Okręg obejmował dystrykt Fulham w Londynie. Został zlikwidowany w 1918 roku, ale przywrócono go w 1955 roku. Ostatecznie zniesiono go 1997 roku.

## Deputowani do brytyjskiej Izby Gmin z okręgu Fulham

### Deputowani w latach 1885–1918
- 1885–1906: William Fisher, Partia Konserwatywna
- 1906–1910: Timothy Davies, Partia Liberalna
- 1910–1918: William Fisher, Partia Konserwatywna

### Deputowani w latach 1955–1997
- 1955–1979: Michael Stewart, Partia Pracy
- 1979–1986: Martin Stevens, Partia Konserwatywna
- 1986–1987: Nick Raynsford, Partia Pracy
- 1987–1997: Matthew Carrington, Partia Konserwatywna